# Зварети (Онский муниципалитет)
Зварети (груз. ზვარეთი) — село в Грузии, на территории Онского муниципалитета края (мхаре) Рача-Лечхуми и Нижняя Сванетия.

## География
Село находится в северной части Грузии, на левом берегу реки Хеори (левый приток Риони), на расстоянии приблизительно 6 километров (по прямой) к юго-западу от города Они, административного центра муниципалитета. Абсолютная высота — 1152 метра над уровнем моря.

## Население
По результатам официальной переписи населения 2014 года, в Зварети проживало 2 человека (2 мужчины). В национальной структуре населения грузины составляли 100 %.
| Год  | Население, человек |
| ---- | ------------------ |
| 2002 | 14                 |
| 2014 | ↘ 2                |